# 柏立基教育學院
柏立基教育學院（英語：The Sir Robert Black College of Education），原稱柏立基師範專科學院，簡稱柏師，是一所曾經在香港提供專職教師專業培訓的院校，於1960年創立，以時任香港總督柏立基爵士命名。

## 歷史
第三師範學院於1960年成立，最初為葛量洪教育學院的分校，校址設於樂富聯合道145號老虎岩官立小學最頂兩層（今教育局藝術與科技教育中心）；其時，柏師的學生需同時在葛師上課。
1961年，第三師範學院脫離葛師，並於1962年易名柏立基師範專科學校。半年後，柏師遷址至原九龍船塢紀念學校預留校舍。
1964年，柏師正式定永久校址於琵琶山郝德傑道。當時，由於工務司署堅持必須將羅富國教育學院的設計，近乎原封不動地應用於柏師永久校舍，但柏師教職員表示不同意（例如1970年上任的院長張伯倫，向工務司署要求在柏師新校興建體育館但不得要領），最終導致永久校舍要到1974年才完工。
1967年，因應政府要求，包括柏師在內的三所師範專科學校，均易名為「師範學院」。
在時任院長張伯倫的倡議下，由1971年開始，包括羅師、葛師及柏師三所教育學院，改用聯合收生制度，並設招生委員會，由三所教育學院院長輪任，終結三所師範學院師生質素不均的局面。
1974年，柏師遷入九龍琵琶山郝德傑道6號新校，原址交予葛師作分校。
1982年間，柏師在沙田圓洲角開辦分校（主力小學及特殊教育培訓；另外，所有一年級生都必須在分校就讀一年，才可到正校上課），與台山商會中學相連。原先該校舍只會使用3-5年，其後重撥中學校舍分配，但最終因學院發展而徵用了15年。
柏立基教育學院於1994年9月1日起，與其他四所教育學院被合併為香港教育學院的一部份（現已正名為香港教育大學）。初期，兩校舍仍為教育學院的校舍之一，直到1997年10月遷入大埔為止。原有本部校舍於2008年清拆，重建成保良局蔡繼有學校永久校舍；分校則於1999年，改為浸信會沙田圍呂明才小學。

## 歷任院長
如無特別指明，下述任期年份均由9月1日開始，8月31日結束。

### 第三師範學院主任（等同院長）
- 何雅明（1960年9月至12月 第一任，後升任葛量洪教育學院院長）

### 第三師範學院院長
- 吳廣源（1961年1月-1962 第二任，曾任羅富國教育學院署理院長，亦是柏師名義上首任院長）[2]

### 柏立基師範專科學院院長
- 吳廣源（1962-1967）

### 柏立基教育學院院長
- 黃勵文（1967-1970 第三任，後轉職至嶺南學院）
- 張伯倫（T.McC Chamberlain）（1970-77 第四任，曾任羅富國教育學院署理院長及伊利沙伯中學校長）
- 梅安蘭蕙（Mrs. Bernadette Murray）（1977-1981 第五任）
- 蘇輝祖（1981-1986年10月 第六任，高官蘇燿祖之胞弟）
- 江潤勳（1986年11月-1993 第七任，曾任葛量洪教育學院院長）
- 江李志豪（1993-1994 第八任）

### 香港教育學院柏立基分校院長
- 江李志豪（1994-1995年6月1日）
- 周羅汝珩（1995年6月1日-1995年8月31日（署任））
- 韓羅羨儀（1995-1996 第九任）

### 香港教育學院柏立基分校課程組別統籌主任
- 招紹琰（1996-1997年10月 第十任，末任院長）

1994年9月1日，柏立基教育學院併入香港教育學院（教院），各師範學院初期暫行類似書院聯邦制的管理制度。1995年9月1日起，則統一改由教院院長領導；而三分之二按教育署公務員條款聘用、並通過教院轉職面試的教職員，亦於同日起改為受聘於教院。1997年10月尾，教院遷入大埔永久校舍工作完成，各分校課程組別統籌主任職位宣告撤銷，亦象徵各前教育學院正式結束。

## 校園
在柏師併入教院前，共設有兩個校園：郝德傑道正校及沙田分校。

### 郝德傑道校園（香港教育學院柏立基第一分校）
正校於1974年建成，由主樓連禮堂、體育館、學生宿舍、舍監宿舍及教職員宿舍組成。所有行政及教學單位均設於樓高6層的主樓內，並與入口處的大講堂和後方一層高的體育館連接。3層高的學生宿舍共設有192個宿位（女生及男生原則上各佔92個），呈一字形（每邊有8間房，各房容納4人），可享蝴蝶谷山景，以及維港海景。但是，宿舍已於1991年8月起改建為教室，以應付學院發展（而柏師亦是最後一間取消宿舍的教育學院）。學院另設有舍監宿舍，供兩男兩女舍監及一位管家入住。在教院遷入大埔後，校舍曾短暫用作「臻美資訊學園」。及後，保良局蔡繼有學校於1999年獲分配校舍用地，但初年僅使用宿舍大樓上課，而主樓當時改作耀中國際學校校舍；2008年，在耀中遷入九龍塘後，柏師絕大多數建築物（除舍監宿舍仍然保留）已被拆卸，重建成現今的蔡繼有學校永久校舍（中、小學部共用校舍）。

### 沙田校園（香港教育學院柏立基第二分校）
1982年，為了開辦小學教育及特殊教育課程，柏師向教育署借用沙田圓洲角一未編配中學校舍開設分校，原訂為期三至五年，而分校與台山商會中學相連。校舍連同台山商會中學採連環型校舍設計（除面向禮堂方向的每層特別室窗戶只有四扇，其他同類校舍則為標準六扇，是香港唯一例子）。雖然此校舍的借用最初屬暫時性，但最後一直使用至1997年，於香港教育學院永久校舍啟用後，才歸還給政府。分校於1999年改為浸信會沙田圍呂明才小學，是香港第三所採用中學校舍的小學。

## 著名校友
- 朱景玄SBS，BBS，MH，JP（柏師），現任：新界校長會會長/英藝小學暨幼稚園總校長/耀基教育機構執行董事/香港教育大學院校協作計劃顧問/希望之友教育基金董事兼副主席；曾任：新界婦孺福利會梁省德學校校長及顧問校長、明光社董事；2000至2011年獲特區政府委任為大埔區議會委任議員；亦曾出任大埔區小學校長會主席、大埔區文藝協進會主席、大埔區公民教育委員會主席及清華大學教育扶貧項目顧問等多項公職。
- 盧光輝（柏師），外號山狗校長。生前曾任香港中華基督教會香港區會基覺小學下午校、基良小學上午校及何福堂小學的校長。
- 黃銳林（柏師），包浩斯國際控股有限公司(0483.HK)董事長、行政總裁及創辦人。
- 劉江華，JP（柏師），前民政事務局局長，前政制及內地事務局副局長、前立法會議員（新界東）、前民建聯副主席。
- 蘇凌峰（柏師），曾任前魯班小學訓導主任，後出任前佳藝電視、無線新聞及加拿大多元文化電視台主播，2012年退休。
- 蕭亮（柏師），原名盧永華，前香港電視藝員。
- 陳永華，JP（羅師、柏師），香港大學專業進修學院人文及法律學院總監暨創意及表演藝術中心總監，香港作曲家、音樂家。曾任中文大學文學院副院長、音樂系講座教授、香港作曲家及作詞家協會主席，1992年獲香港十大傑出青年。
- 曾蔭培，前香港警務處處長（1965年畢業）[4]

## 以其命名的學校
- 柏立基教育學院校友會盧光輝紀念學校
- 柏立基教育學院校友會何壽基學校